# ريان والاس
ريان والاس (بالإنجليزية: Ryan Wallace) (30 يوليو 1990 في المملكة المتحدة - ) هو لاعب كرة قدم بريطاني في مركز الهجوم. لعب مع دونفرملين أثلتيك وريث روفرز وهارت أوف ميدلوثيان ونادي إيست فيف وأردريونيانز.

## وصلات خارجية
- ريان والاس على موقع قاعدة بيانات كرة القدم.إي يو (الإنجليزية)
- ريان والاس على موقع Soccerbase.com (لاعب) (الإنجليزية)
- ريان والاس على موقع Soccerway.com (الإنجليزية)